# Sklon rotační osy

Sklon rotační osy Země se pohybuje mezi 22,1 a 24,5°. Jevu, který způsobuje fluktuaci mezi těmito hodnotami, se říká nutace.

Sklon rotační osy (též úhlová inklinace, úhlový sklon) je v astronomii odchylka rotační osy vesmírných těles (objektů Sluneční soustavy, popř. soustavy jiné hvězdy) od roviny, po které kolem své hvězdy obíhají (oběžná rovina).
Sklon rotační osy daného vesmírného objektu se vyjadřuje v úhlových stupních jako odchylka jeho rotační osy od kolmice jeho oběžné roviny.

## Význam míry sklonu rotační osy u Země
Míra sklonu rotační osy u Země přímo souvisí se vzdáleností obou obratníků od rovníku, stejně jako obou polárních kruhů od pólů. Tím určuje oblast tropického podnebného pásu (oblastí, kde Slunce může svítit na zemský povrch ze zenitu) a polárních oblastí (míst, kde nastává polární den a polární noc). Sklon zhruba 23,5° u Země způsobuje střídání ročních období v mírném pásu a období sucha a dešťů v pásu tropickém. Sklon osy se s časem ale periodicky mírně mění, což mimo jiné způsobuje i změny podnebí v oblasti Sahary.
Pokud by se sklon rotační osy Země blížil 0°, Slunce by bylo v zenitu vždy v oblasti na rovníku a ani na pólech by nedocházelo k polárním nocím/dnům. Podnebí, srážky a průměrné teploty byly určeny hlavně zeměpisnou šířkou (bez ohledu na roční období) a formy života na Zemi by neměly důvod přizpůsobovat se změnám ročních období, neboť by tyto nenastávaly. Pokud by se naopak sklon rotační osy Země blížil 90°, přijímala by jedna polovina povrchu Země po dobu půl roku sluneční světlo, zatímco druhá by mu byla skryta a tento stav by se navzájem v průběhu roku střídal. Organismy na Zemi s těmito parametry by se musely přizpůsobit takto pomalému střídání.

## Sklon rotační osy významných vesmírných objektů

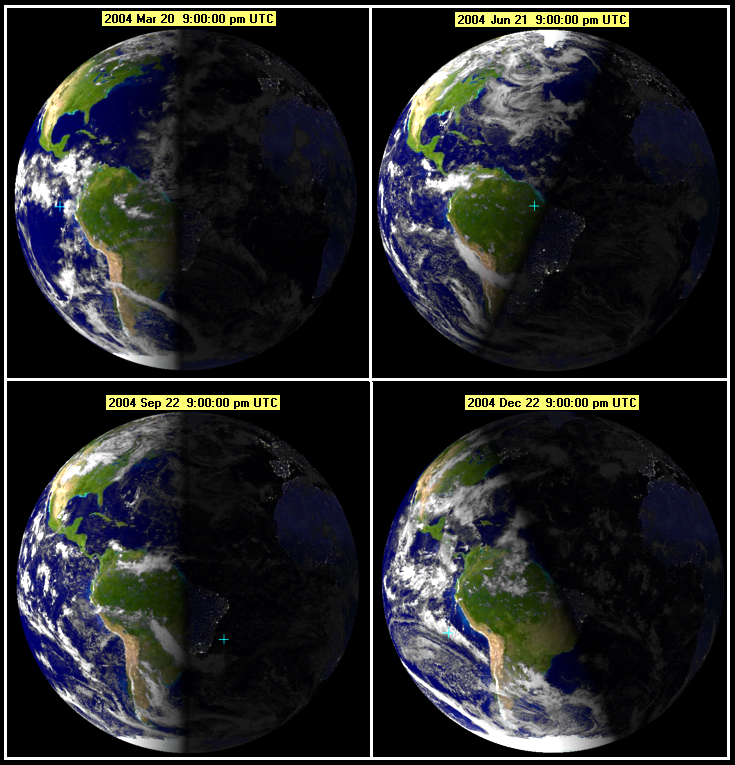
Dopad slunečních paprsků na Zemi během různých ročních období

| Objekt           | Sklon rotační osy (°) |
| ---------------- | --------------------- |
| Merkur           | ~0,01                 |
| Venuše (planeta) | 177,36                |
| Země             | 23,439 281            |
| Měsíc            | 1,5424                |
| Mars (planeta)   | 25,19                 |
| Ceres            | ~4                    |
| Pallas           | ~60                   |
| Jupiter          | 3,13                  |
| Saturn           | 26,73                 |
| Uran             | 97,77                 |
| Neptun           | 28,32                 |
| Pluto            | 119,61                |
| Eris             | neznámý               |